# Wapenstilstandsrijtuig

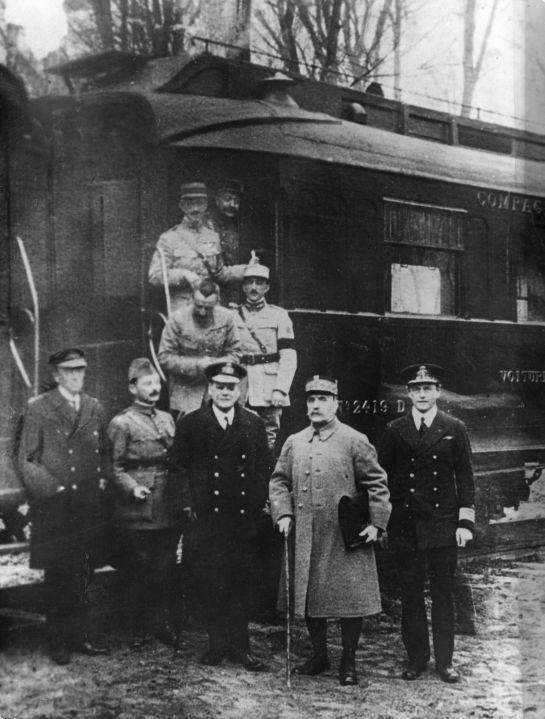
Foto genomen juist na het ondertekenen van de Wapenstilstand op 11 november 1918 in het bos van Compiègne. Op de voorgrond Maarschalk Foch (tweede van rechts), geflankeerd door twee Britse officieren: schout-bij-nacht Hope (uiterst rechts) en admiraal Wemyss.

Het wapenstilstandsrijtuig (Frans: Wagon de l'Armistice) is een spoorwegrijtuig van de Compagnie Internationale des Wagons-Lits, waar op 11 november 1918 om vijf uur in de ochtend de Duitse capitulatie ondertekend werd in het Franse Rethondes (meer bepaald in het 'Forêt de Compiègne', Bos van Compiègne). Deze gebeurtenis luidde officieel het einde in van de Eerste Wereldoorlog.
Het originele rijtuig werd in 1945 vernietigd in opdracht van Adolf Hitler. Er wordt een ander rijtuig van dezelfde reeks tentoongesteld op de locatie van de ondertekening van de wapenstilstand, als ware het een oorlogsmonument.

## Het rijtuig
Het rijtuig was oorspronkelijk een restauratierijtuig met het nummer 2419 D. In 1913 werden 37 restauratierijtuigen van dit type gebouwd in opdracht van de Compagnie Internationale des Wagons-Lits. Het waren voor deze periode typische rijtuigen met een houten carrosserie op een stalen chassis. De levering van deze rijtuigen gebeurde in 1914 en vanaf juni van datzelfde jaar werden ze ingezet op de lijnen Parijs-Montparnasse - Saint-Brieuc, Parijs-Montparnasse - Le Mans en Parijs-Saint-Lazare - Deauville - Trouville. In september 1918 werd rijtuig 2419 D, in het kader van de oorlog, overgebracht naar de spoorwegwerkplaats van Saint-Denis, waar het omgebouwd werd tot salon- en vergaderrijtuig. De keuken van het rijtuig werd omgevormd tot aparte burelen. Het rijtuig werd vervolgens geschonken aan Maarschalk Foch, die er de vredesonderhandelingen liet plaatsvinden.

## Wapenstilstand

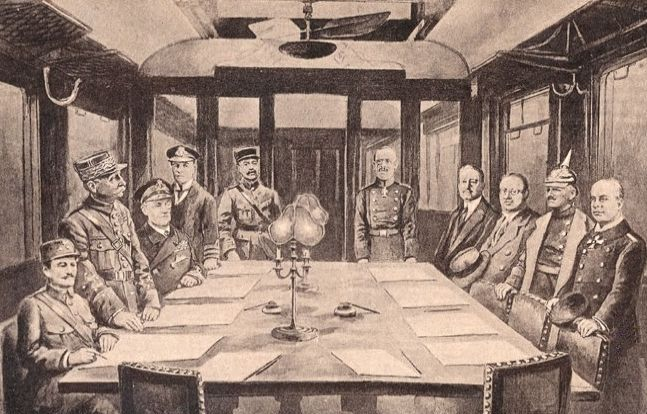
Ondertekening wapenstilstand

Het rijtuig maakte deel uit van een Franse trein die op 7 november 1918 aankwam in het bos van Compiègne. De locatie lag op een doodlopend militair zijspoor van de spoorlijn Compiègne-Rethondes, dat oorspronkelijk was aangelegd voor het opstellen van spoorwegkanonnen. Deze locatie werd gekozen door de directie van de 'transports militaires aux Armées' (DTMA) en werd goedgekeurd door Foch. Het bos lag geïsoleerd en dus discreet maar toch ook niet te ver van het front. De Duitse delegatie kwam op haar beurt aan met een eigen trein op het zelfde spoor.
Er heersten rond de treinen strenge veiligheidsmaatregelen. Er was een grote aanwezigheid van militairen en er werd zeer voorzichtig omgesprongen met informatie naar de buitenwereld. Het nemen van foto's van de treinen of de onderhandelingen werd strikt verboden door maarschalk Foch en buiten de officiële foto's en gravures bestaat er geen beeldmateriaal van de historische vredesonderhandeling.
Aan de kant van de geallieerden werd er onderhandeld door maarschalk Ferdinand Foch, admiraal van de Britse vloot Rosslyn Wemyss, schout-bij-nacht Hope en de Franse generaal Weygand. De onderhandelingen aan Duitse kant werden gevoerd door minister van staat Matthias Erzberger, generaal-majoor Detlof von Winterfeldt, graaf Alfred von Oberndorff van Buitenlandse Zaken en de kapitein-ter-zee Vanselow van de Duitse marine.
Op 11 november 1918 om vijf uur in de ochtend werd uiteindelijk de wapenstilstand, die evenwel pas zes uur later in de praktijk gebracht werd, ondertekend door alle partijen, die zo een eind maakten aan de Eerste Wereldoorlog.

## Interbellum

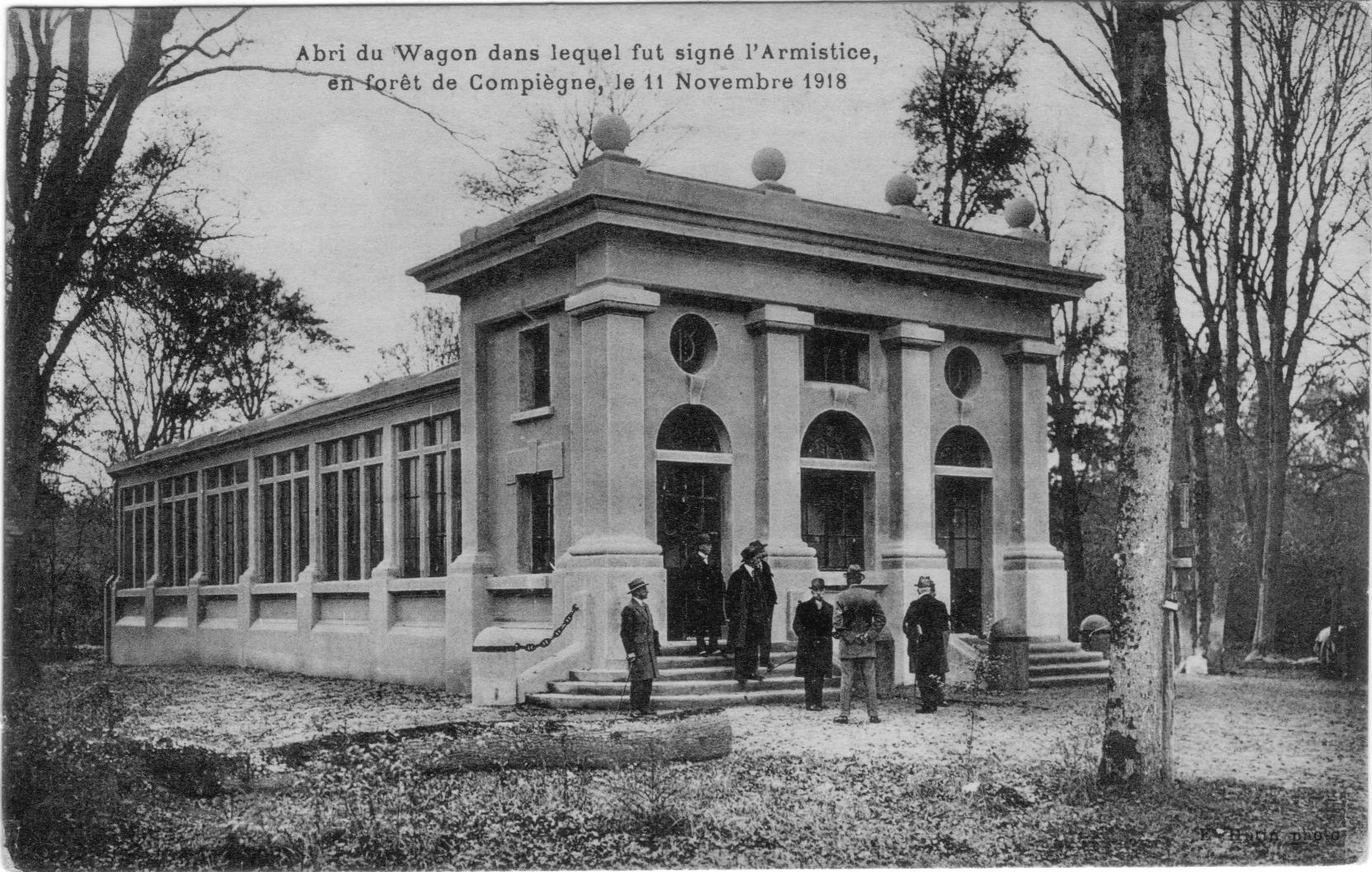
Het gebouw bij Rethondes waar het rijtuig tentoongesteld werd

Na de ondertekening van de wapenstilstand kwam het rijtuig weer in handen van de Wagons Lits, die er opnieuw een restauratierijtuig van maakte en inzette op voornoemde lijnen. De regering van Georges Clemenceau vroeg echter al vrij snel aan de Compagnie om het rijtuig over te dragen aan de Franse staat, om het zo tentoon te kunnen stellen in het museum van het leger in het Hôtel des Invalides. In 1919 ging ze hierop in. Het rijtuig  werd toegevoegd aan de Franse presidentiële trein van Alexandre Millerand, waarmee het eerst een reis maakte naar Verdun om uiteindelijk in 1921 terecht te komen in Les Invalides.
Zes jaar later, in 1927, werd besloten om het rijtuig te restaureren en over te plaatsen bij Rethondes, waar het als volwaardig oorlogsmonument zou dienen. Het rijtuig werd in een speciaal hiervoor geconstrueerd gebouwtje geplaatst en werd op 11 november 1927 plechtig ingehuldigd in het bijzijn van Foch en de andere ondertekenaars van de wapenstilstand.

## Tweede Wereldoorlog

### Juni 1940

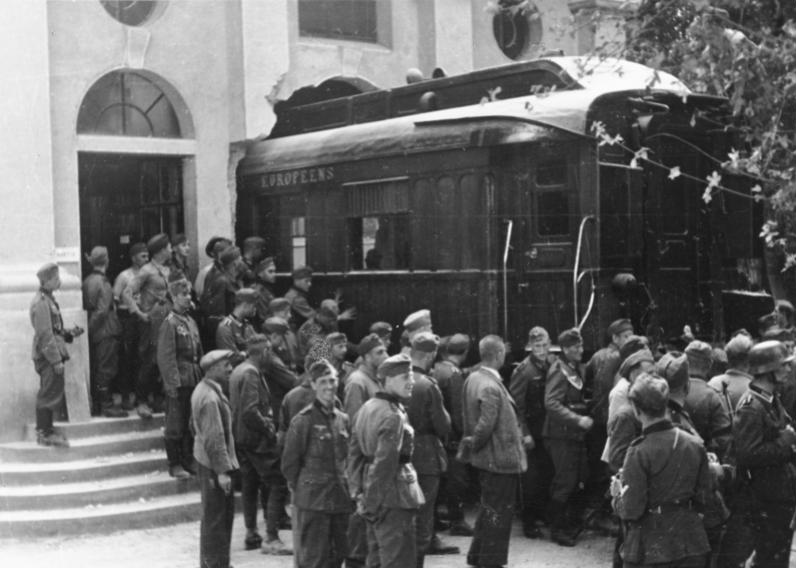
Het rijtuig wordt uit het gebouw verwijderd

Op 22 juni 1940 werd er in rijtuig 2419 D opnieuw een wapenstilstand getekend, ditmaal na de Slag om Frankrijk, tussen Frankrijk en nazi-Duitsland. Enkele dagen eerder, op 20 juni, werd een deel van het gebouw door de Duitse Organisation Todt vernield om het rijtuig te kunnen verplaatsen tot op de exacte plaats waar de wapenstilstandsonderhandelingen plaatsvonden. Op 24 juni werd het rijtuig uiteindelijk helemaal weggehaald en werd het gebouw en de omliggende agglomeratie gesloopt op bevel van Hitler.

### Sloop

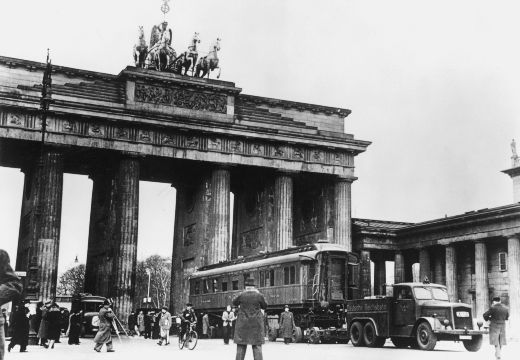
Het rijtuig komt aan aan de Brandenburger Tor (Berlijn)

Nadat het rijtuig weggehaald werd uit Frankrijk werd het naar Berlijn gebracht waar het eerst een week tentoongesteld werd aan de voet van de Brandenburger Tor en later aan de Lustgarten en andere locaties, waar het Duitse volk het rijtuig kon bezoeken.
In 1944 werd ten slotte het rijtuig uit Berlijn weggehaald en naar Thüringen gebracht, waar het een jaar later in opdracht van Hitler door de SS in brand werd gestoken en vernield, wegens het naderen van de geallieerde troepen. Enige resten zijn bewaard gebleven en worden nu tentoongesteld in het museum bij Compiègne. Het op bevel handelen van de SS bij het verlies van het rijtuig staat niet vast. Volgens de expositie in het museum is dit door ooggetuigen van destijds tegengesproken.

## Na de Tweede Wereldoorlog

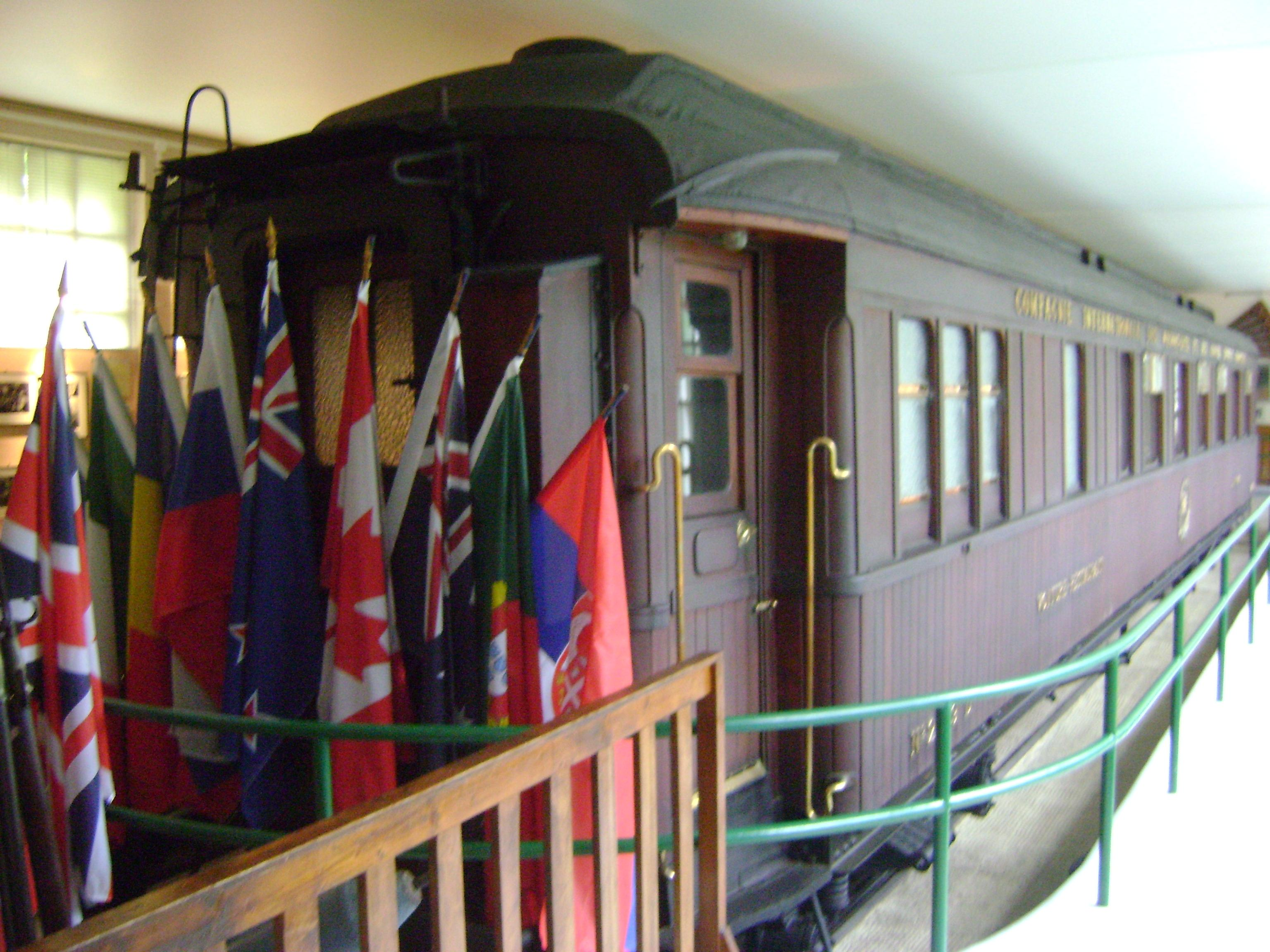
Het rijtuig als oorlogsmonument

Na de Tweede Wereldoorlog werd besloten om een ander bewaard restauratierijtuig van hetzelfde type, met het nummer 2439 D, om te bouwen naar het identieke voorbeeld van het originele rijtuig. Het gaat hier om een gedeeltelijke replica, omdat het rijtuig uit dezelfde periode stamt als het oorspronkelijke wapenstilstandsrijtuig. Het gereconstrueerde interieur werd bovendien aangevuld met bewaarde souvenirs van maarschalk Foch. Het geheel werd in Forêt de Compiègne in een wederopgebouwd gebouwtje geplaatst en opnieuw officieel ingehuldigd op 11 november 1954.
Na de val van de Berlijnse Muur werden verscheidene delen van het oorspronkelijke rijtuig ontdekt die niet verbrand waren. Deze werden bij het monument gevoegd.